# Pneumatopteris latisquamata
Pneumatopteris latisquamata är en kärrbräkenväxtart som beskrevs av Holtt. Pneumatopteris latisquamata ingår i släktet Pneumatopteris och familjen Thelypteridaceae. Inga underarter finns listade.